# Mieczysław Wolfke
Mieczysław Wolfke (ur. 29 maja 1883 w Łasku, zm. 4 maja 1947 w Zurychu) – polski fizyk i działacz masoński, profesor Politechniki Warszawskiej, Wielki Mistrz Wielkiej Loży Narodowej Polski w latach 1931–1934. Był prekursorem telewizji i holografii oraz odkrył:
- metody zestalenia helu;
- dwie odmiany ciekłego helu.

## Życiorys
Mieczysław Władysław Wolfke urodził się w Łasku 29 maja 1883 roku jako jedyny syn inżyniera drogowego Karola Juliusza Wolfkego oraz Lucyny z Kośmińskich. Jego rodzina w linii męskiej wywodziła się z Prus Książęcych; pradziadek, Jan Bogumił, był architektem w Warszawie na przełomie XVIII/XIX w. Jego matka była siostrą fizyka Gustawa Kośmińskiego, organizatora szkolnictwa w Częstochowie, który uczestniczył w skropleniu tlenu przez Zygmunta Wróblewskiego i Karola Olszewskiego w 1883.
W 1892 roku Wolfke przeniósł się wraz z rodzicami do Częstochowy, gdzie jego ojciec został powiatowym inżynierem drogowym, dyrektorem gimnazjum i przewodniczącym rady miasta. W wieku 12 lat napisał rozprawę „Planetostat" nt. podróży międzyplanetarnych statkami napędzanymi siłą odrzutu (na ćwierć wieku przed pracą doktorską Hermanna Obertha). Wszystkie przedstawione tam hipotezy poparł odpowiednimi wzorami matematycznymi.
W Częstochowie ukończył pięć klas Gimnazjum Męskiego, po czym naukę kontynuował w Sosnowieckiej Szkole Realnej. W tym okresie interesował się filozofią Azji Wschodniej, w tym buddyzmem. Egzamin maturalny zdał w 1902 roku. W wieku 17 lat opracował telektroskop – urządzenie pozwalające na przesyłanie obrazów za pomocą fal elektromagnetycznych. Był to pierwowzór telewizji. Wolfke otrzymał na nie patent w Rosji i według niektórych źródeł także w Niemczech. Patent ten zyskał uznanie na wystawie jubileuszowej Towarzystwa Politechnicznego we Lwowie i dał Wolfkemu światowy rozgłos.
W 1902 roku wyjechał na studia na Uniwersytecie w Leodium, gdzie pracując pod kierunkiem Pierre'a de Heena próbował teoretycznie zdefiniować elektron jako zaburzenie eteru. Zrażony słabym wyposażeniem laboratoriów w 1904 roku przeniósł się na paryską Sorbonę. W Paryżu zetknął się z ruchami wolnomularstwa i wolnomyślicielstwa. W 1906 roku zawarł związek małżeński z koleżanką z Sorbony, Stanisławą Winawer (znaną później jako Soava Gallone). Wstąpił do Francuskiego Towarzystwa Astronomicznego, któremu przewodniczył Édouard Caspari. W 1907 roku nie zdał egzaminu licencjackiego i przeprowadził się do Wrocławia (wówczas na terytorium Niemiec). Wstąpił na Uniwersytet Wrocławski i w 1910 roku z odznaczeniem zdobył stopień doktora filozofii u prof. Ottona Lummera na podstawie pracy dotyczącej teorii obrazowania siatek dyfrakcyjnych, która rozwijała koncepcje Ernsta Abbego. Po opatentowaniu w 1909 roku wspólnie z Karolem Ritzmannem (późniejszym szwagrem) lampy kadmowo-rtęciowej został w 1911 zatrudniony w Zakładach Zeissa w Jenie. Po unieważnieniu pierwszego małżeństwa, w marcu 1912 roku wziął ślub z Agnieszką Eryką Ritzmann. Ponieważ praca w przemyśle nie odpowiadała jego ambicjom, w 1912 roku wyjechał do Karlsruhe, gdzie przez 4 miesiące pracował jako asystent prof. Ottona Lehmanna w Zakładzie Fizyki miejscowej Politechniki. Następnie udał się do Zurychu, gdzie 26 maja 1913 roku uzyskał docenturę na tamtejszej Politechnice (ETH) (recenzentami dorobku byli Albert Einstein i Pierre Weiss), a rok później na Uniwersytecie. Do końca swojego pobytu w Zurychu wykładał fizykę teoretyczną i doświadczalną na obu tych uczelniach. Nawiązał znajomość z Gabrielem Narutowiczem, dziekanem jednego z wydziałów ETH. Pracował również dla firm Carl Zeiss oraz Brown Boveri, lecz propozycje stałej (dobrze płatnej) posady w przemyśle konsekwentnie odrzucał. W Zurychu w 1915 roku na świat przyszedł jego syn – Karol Wolfke, a w 1918 roku – córka Lucyna. 
Po odzyskaniu przez Polskę niepodległości uzyskał polski paszport. W 1919 roku odwiedził chorego ojca w Częstochowie. W 1920 roku został mianowany profesorem Uniwersytetu Warszawskiego. Nominację przyjął, lecz wskutek kłopotów finansowych, a także braku laboratorium, pracy tej nie podjął. W 1921 roku przerwał proces habilitacyjny i wyjechał do Weesen nad jeziorem Walensee w oczekiwaniu na rozpatrzenie wniosków o fundusze z Polski, pracując dorywczo w przemyśle. Wiosną 1922 roku habilitował się na Uniwersytecie w Zurychu (recenzentami byli Erwin Meyer i Erwin Schrödinger).
15 maja 1922 roku Wolfke został na podstawie rekomendacji Stefana Pieńkowskiego mianowany przez Naczelnika Państwa Józefa Piłsudskiego profesorem Politechniki Warszawskiej i we wrześniu tego roku wrócił na stałe do Polski, zamieszkując z rodziną w Gmachu Fizyki i Elektrotechniki przy ul. Koszykowej 75. Na Politechnice Warszawskiej objął Zakład Fizyczny I, powstały z podziału przez władze uczelni Zakładu stworzonego przez prof. Wiktora Biernackiego na dwie części (drugą objął prof. Stanisław Kalinowski). Odszedł od zainteresowań optycznych i zajął się elektrycznością, a następnie kriogeniką. Wiosną 1924 roku wyjechał na badania w Instytucie Niskich Temperatur Heikego Kamerlingha Onnesa na Uniwersytecie w Lejdzie, gdzie zaproponował ciśnieniową metodę zestalania helu.
W 1926 roku na świat przyszedł jego drugi syn – Stefan. W tym samym roku Wolfke przeszedł inicjację do Wielkiej Loży Narodowej Polski, a w 1931 został wybrany jej mistrzem, przyjmując pseudonim Władysław Holender. Z powodu działalności w wolnomularstwie stał się obiektem ataków ze strony bojówek narodowo-radykalnych podczas zajęć 18 listopada 1936 i 29 października 1937, po czym 10 listopada 1937 jego współpracownik Józef Mazur złożył przeciwko niemu 110 zarzutów na ręce rektora Politechniki Józefa Zawadzkiego. Postępowanie przeciw Wolfkemu zostało przeniesione na jego prośbę do Szkoły Głównej Gospodarstwa Wiejskiego i przerwane wybuchem wojny.
W 1928 Wolfke zainicjował badania nad telefonią świetlną dla celów wojskowych w Instytucie Badań Inżynierii. Na początku lat trzydziestych przystąpił do organizacji wydzielonego Instytutu Niskich Temperatur na Politechnice Warszawskiej, uruchamiając tam skraplarkę helową. Uczestniczył w obradach Koła Naukoznawczego przy Kasie im. Mianowskiego, organizowanych od 1928 przez Stanisława Michalskiego. W roku 1933 został członkiem Tymczasowego Komitetu Doradczo-Naukowego. Opracowywał i testował dla wojska czujniki podczerwieni, noktowizję, termowizję, szyfrowane sygnały świetlne i systemy naprowadzania rakiet. Za wiedzą Komitetu Obrony Rzeczypospolitej wyjeżdżał do III Rzeszy, żeby śledzić niemieckie postępy w rozwoju technik rakietowych. W 1938 roku włączył się w organizację lotu polskiego balonu nazwanego „Gwiazdą Polski” do stratosfery. Pierwsza z prób w Dolinie Chochołowskiej w październiku 1938 zakończyła się niepowodzeniem na skutek zapłonu wodoru przy napełnianiu powłoki przed startem, druga zaś zaplanowana była na wrzesień 1939 roku. Jeszcze przed wojną, w maju 1939 roku, ostrzegał na łamach pisma „Polska Zbrojna” przed bronią atomową.
W rezultacie napaści hitlerowskich Niemiec na Polskę wyposażenie jego laboratorium na Politechnice Warszawskiej zostało wywiezione przez okupanta. Wolfke trafił na Pawiak. Aresztowany 10 listopada 1939 roku wraz z synem Karolem spędził tydzień w celi numer 49 (Karol pozostał tam trzy tygodnie). Następnie kierował za zgodą okupanta Zakładem Badawczym Fizyki Technicznej PW, a następnie wykładał w polskojęzycznej dwuletniej Państwowej Wyższej Szkole Technicznej (Staatliche Höhere Technische Fachschule), uruchomionej w gmachach politechnicznych jesienią 1942. Udostępniał podziemia Gmachu Fizyki i Elektrotechniki na potrzeby konspiracji i brał udział w tajnym nauczaniu, prowadząc tzw. kursy Jagodzińskiego na Politechnice.
W maju 1944 roku zmarła jego córka Lucyna Janina Rassalska (żona Stefana Rassalskiego).
Wydarzenia roku 1944 rozdzieliły rodzinę Wolfków. Mieczysław trafił przez Podkowę Leśną i Grodzisk Mazowiecki do Krakowa, zaś jego żona, zięć i wnuk pozostali na terenie Politechniki do końca powstania warszawskiego, w czasie którego zniszczeniu w mieszkaniu przy ul. Koszykowej 75 uległa większość papierów uczonego. Po jego upadku zostali przesiedleni do Krakowa. Synowie Mieczysława przebywali do końca wojny w obozach na terenie Niemiec.
W 1944 roku Mieczysław Wolfke zawarł w Krakowie związek małżeński z Krystyną Chądzyńską.
Po wyzwoleniu Wolfke włączył się w odbudowę polskiej nauki. Kierował w marcu 1945 Katedrą Fizyki na Politechnice Krakowskiej, wykładał przez krótki czas na Akademii Górniczej w Krakowie, zaangażował się w tworzenie Politechniki Gdańskiej i Politechniki Śląskiej w Gliwicach. Wydał w 1945 broszurę pt. Bomba atomowa. W grudniu 1945 roku wrócił do Warszawy, gdzie przystąpił do organizowania Zakładu Fizyki w nowo uruchomionej Politechnice Warszawskiej. Ze względu na to, że przedwojenny Gmach Elektrotechniki PW mieszczący Zakład Fizyki nie przetrwał wojny, przystąpiono do jego odbudowy. W tym czasie Mieczysław Wolfke uzyskał zgodę na wyjazd do zagranicznych ośrodków naukowych w celu poznania aktualnego stanu badań naukowych i organizacji instytutów, a także zakupu nowoczesnej aparatury. Nie otrzymał jednak pożądanej wizy do Stanów Zjednoczonych.
4 maja 1947 roku zmarł nagle na zawał serca w Zurychu, dokąd wyjechał na wykłady, i został pochowany na tamtejszym cmentarzu Sihlfeld.

## Działalność naukowa[30]
Mieczysław Wolfke już od najmłodszych lat interesował się nauką. W 1895 roku napisał „Planetostat” – rozprawę o urządzeniu służącym do komunikacji międzyplanetarnej, a w 1901 roku „Abstraktykę” – czyli rozprawę o „nauce nauk”. Prace te miały jednak jedynie charakter rękopisów. W 1898 roku opatentował w Rosji i Niemczech telelektroskop, czyli (jak to sam określił) „aparat do widzenia na odległość”. Było to urządzenia oparte na obracających się zmodyfikowanych tarczach Nipkowa, światłoczułej elektrodzie selenowej i lampie Geisslera o modulowanej jasności świecenia. Wolfke musiał inspirować się opracowanym kilka lat wcześniej telektroskopem Jana Szczepanika, lecz jego konstrukcja nie wymagała do transmisji drutów, gdyż wykorzystywała fale elektromagnetyczne. Dwa lata później opracował matematyczną teorię przesunięć powierzchniowych na płaszczyźnie.
Jego pierwsza publikacja ściśle naukowa Elektron uważany jako ośrodek ciśnień w eterze powstała w 1907 roku w Paryżu.  W tym samym roku przedstawił Towarzystwu Astronomicznemu w Paryżu pomysł teleskopu z wklęsłym zwierciadłem dającego powiększenie znacznie większe niż dotychczasowe – w uznaniu Towarzystwo zaprosiło go do członkostwa.
Po przeprowadzce do Wrocławia wynalazł w 1908 roku rurę katodową ze szklanym okienkiem, a w 1909 roku (wspólnie z Karolem Ritzmannem) opatentował lampę kadmowo-rtęciową. Wynalazek został zakupiony przez znaną firmę Carla Zeissa, w której Wolfke przez pewien czas pracował w charakterze doradcy technicznego. Ostatecznym nabywcą było amerykańskie przedsiębiorstwo Westinghouse Cooper Hewitt. Na Uniwersytecie Wrocławskim Mieczysław Wolfke pod kierunkiem Ottona Lummera zajmował się uogólnieniem teorii Abbego odwzorowania optycznego na siatki nieperiodyczne. W 1910 roku otrzymał stopień doktora z wyróżnieniem za pracę  pt. O odwzorowaniu siatki ze sztuczną przesłoną. Była to rozprawa o zdolności rozdzielczej układów optycznych na przykładzie mikroskopu. Mimo wielu wspaniałych osiągnięć naukowych w późniejszych latach to jej treść Mieczysław Wolfke oceniał najwyżej.
W czasie pobytu w Zurychu Mieczysław Wolfke był członkiem wąskiej grupy fizyków tworzących ścieżki światowej fizyki. W 1916 roku zaczął pracować nad promieniami kanalikowymi, zaś w 1917 roku nad topnieniem wolframu (wspólnie ze szwajcarskim przedsiębiorstwem Gmür e Co Gottlieba Gmüra-Zehndera), a także nad prostownikami rtęciowymi. Rok później zainteresowania jego przesunęły się w stronę badań nad lampami węglowymi, kowalnością wolframu i spalaniem azotu. W tym okresie opublikował również pracę „Über die Möglichkeit der optischen Abbildung von Molekulargittern” („O możliwości obrazowania optycznego siatek molekularnych”) – pierwszą na świecie koncepcję holografii i drugie z osiągnięć najbardziej cenionych przez samego autora. Praca ta odnosi się do badań z lat wcześniejszych tj. do krótkiego pobytu Wolfkego w Karlsruhe w 1912 roku, gdzie był on asystentem profesora Ottona Lehmanna – krystalografa, fizyka uznawanego za ojca ciekłych kryształów. To właśnie w jego laboratorium Wolfke zauważył, że można najpierw zapisać obraz na płytce fotograficznej poprzez oświetlanie kryształu promieniami X, a następnie odczytać go w powiększeniu po zastosowaniu dodatkowego układu optycznego i światła widzialnego.  Dennis Gabor, otrzymując Nagrodę Nobla w 1971 roku za badania nad holografią, docenił Wolfkego w następujących słowach: „Dokonując tego, stałem na ramionach dwóch wielkich fizyków – Williama L. Bragga i Fritsa Zernikego. (...) Nie wiedziałem wówczas, podobnie jak Bragg, że Mieczysław Wolfke zaproponował tę metodę w 1920 r., nie podejmując jednakże próby jej doświadczalnej realizacji”.

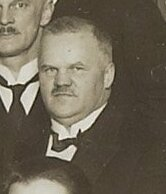
Mieczysław Wolfke (1925)

W 1922 roku, po powrocie do Polski, Mieczysław Wolfke zajął się problematyką niskich temperatur. W 1924 roku Józef Wierusz-Kowalski – fizyk, profesor Politechniki Warszawskiej, a od 1921 roku poseł RP w Hadze – zaproponował mu wyjazd do Lejdy i współpracę z Instytutem Niskich Temperatur w Lejdzie, gdzie w laboratorium prof. H.K. Kamerlingha-Onnesa, a następnie Willema Keesoma badał stałą dielektryczną ciekłego helu w różnych temperaturach. Zaproponowane przez niego teoretycznie doświadczenia doprowadziły do odkrycia dwóch postaci ciekłej fazy helu oraz do zestalenia ciekłego helu pod ciśnieniem, co Mieczysław Wolfke uważał za trzecie ze swoich największych osiągnięć. Na początku lat trzydziestych Wolfke przystąpił do organizacji wydzielonego Instytutu Niskich Temperatur, uruchamiając nawet pierwszą instalację.
W 1927 roku Wolfke pracował nad stałą dielektryczną ciekłego helu, a rok później nad zjawiskami asocjacji w ciekłych dielektrykach. Zainicjował również pracę nad telefonią świetlną w Instytucie Badań Inżynieryjnych Ministerstwa Spraw Wojskowych. W 1929 roku zakończył próby nad promieniami protonowymi i dodatnią emisją palladu oraz zrobił teoretyczną pracę nad prawdopodobieństwem rozpadu promieniotwórczego. Rozpoczął także badania fotoelektryczne nad molekułami kwantowymi oraz organizowanie pracowni optycznej i akustycznej dla Wykładów Sekcji Wojskowej.
W 1930 roku opracował teorię asocjacji wielokrotnych. Prowadził badania nad punktem przemiany w fazie ciekłej oraz pracował nad doświadczalnym stwierdzeniem molekuł światła. Einstein wspominał o jego pracach Berlińskiej Akademii Nauk. W tym samym roku Wolfke zorganizował również w swojej pracowni badania nad fotografią niewidzialnymi promieniami podczerwonymi, a także opracował dla wojska nową metodę pomiarów temperatury płomienia wylotowego karabinów.
W 1931 roku rozpoczął pracę nad wpływem drgań ultraakustycznych na materiały wybuchowe i nad bronią elektryczną. W 1933 roku objął zaś kierownictwo nad pracami nad rakietami dla Departamentu Uzbrojenia Ministerstwa Spraw Wojskowych, a rok później opracował tajną sygnalizację za pomocą światła spolaryzowanego.
W 1936 roku przeprowadził badania nad elektryczną przewodnością ciekłego helu oraz rozpoczął organizowanie placówki badawczej niskich temperatur na Politechnice Warszawskiej. Rozpoczął również badania nad zjawiskiem magnetokalorymetrycznym ciekłego helu.
W 1937 roku znalazł ogólny dowód bezpośredni spełnienia prawa „akcji i reakcji” dla obwodu elektrycznego dowolnego kształtu. W 1938 roku przeprowadził ostateczne pomiary magnetostrykcji ciekłego tlenu i rozpoczął badania nad autoprotonowymi wyładowaniami z palladowych anod nasyconych wodorem.
W trakcie swojego życia wygłaszał również liczne popularnonaukowe referaty i odczyty, które cieszyły się ogromnym zainteresowaniem.
Materiały archiwalne Mieczysława Wolfkego znajdują się w PAN Archiwum w Warszawie pod sygnaturą III-71.

## Organizacje i stowarzyszenia
Mieczysław Wolfke należał do wielu różnych organizacji i stowarzyszeń, z których można wymienić m.in.: Pruską Akademię Nauk, Akademię Nauk Technicznych, Komisję Międzynarodowego Instytutu Chłodnictwa, Towarzystwo Naukowe Warszawskie, Polskie Towarzystwo Fizyczne, Polską Akademię Umiejętności w Krakowie, Francuskie Towarzystwo Fizyczne, Niemieckie Towarzystwo Fizyczne, Szwajcarskie Towarzystwo Fizyczne, Warszawskie Towarzystwo Politechniczne, Komitet redakcyjny „Radjo”, Komisję Naukową, Komitet Daru Narodowego dla Curie-Skłodowskiej, Polskie Towarzystwo Wypraw Naukowych, Międzynarodową Komisję Kriogeniczną im. Onnesa, Polski Komitet Narodowy Międzynarodowej Unii Fizycznej, Komitet Fizyczny Nauk Ścisłych i Stosowanych, Związek Młodzieży Chrześcijańskiej „Polska YMCA” oraz Wolnomularską Wielką Lożę Narodową.

## Ordery i odznaczenia
- Krzyż Komandorski Orderu Odrodzenia Polski (10 listopada 1933)[38]

## Upamiętnienie
- 22 lutego 1980 r. w Warszawie jednej z ulic na terenie obecnej dzielnicy Bemowo zostało nadanie imię Mieczysława Wolfkego[39]
- 19 października 2006 r. imię Mieczysława Wolfkego (na wniosek Oddziału Wrocławskiego Polskiego Towarzystwa Fizycznego[40]) otrzymała także ulica na osiedlu Marszowice we Wrocławiu[41]
- 22 czerwca 2022 r. Uchwałą Rady Miasta Łasku patronat Mieczysława Wolfkego otrzymał skwer w Łasku usytuowany przy skrzyżowaniu ulic Warszawskiej oraz Objazdowej.
- Rok 2022 został ogłoszony Rokiem Mieczysława Wolfkego przez Polskie Towarzystwo Fizyczne, Politechnikę Warszawską, Komitet Fizyczny PAN i Polskie Stowarzyszenie Fotoniczne[42]